# 2007年ポーランド議会選挙
2007年ポーランド議会選挙（2007ねんポーランドぎかいせんきょ）は、ポーランド共和国の立法府であるセイム（下院）とセナト（上院）の議員を選出するため2007年10月21日に行われた議会選挙である。セイム解散に伴い2年前倒しで実施された。

## 基礎データ
- 大統領：レフ・カチンスキ（Lech KACZYŃSKI、法と正義）

2005年10月に大統領選挙で勝利し、同年12月23日に大統領に就任した。
- 首相：ヤロスワフ・カチンスキ（法と正義、ポーランド自衛、ポーランド家族連盟の連立政権）
- 定数
  - セイム：460議席（任期4年）
  - セナト：100議席（任期4年）
- 選挙制度
  - セイム：比例代表制（41選挙区、非拘束名簿式）
  - セナト：大選挙区制（40選挙区）
- 選挙権：満18歳以上のポーランド国民
- 被選挙権
  - セイム：満21歳以上のポーランド国民
  - セナト：満30歳以上のポーランド国民

## 主要政党

### 選挙前の与党
- 法と正義（Prawo i Sprawiedliwość、略称: PiS）

2001年4月結成。中道右派、キリスト教民主主義。前回2005年の総選挙で第1党となり政権の座についた。
- 自衛（Samoobrona Rzeczypospolitej Polskiej、略称: Samoobrona）

1992年6月に政党登録、農業政策を重視する立場を採っている。2006年5月からカチンスキの連立政権に参加したが、2007年8月に連立を解消。
- ポーランド家族同盟（Liga Polskich Rodzin、略称: LPR）

2001年5月に国民民主党（SND）から党名を改称し発足。欧州連合（EU）への加盟反対、中絶や同性愛への反対の立場を明確にするなど保守的な色彩が強い右派政党。

### 選挙前の野党
- 市民プラットフォーム（Platforma Obywatelska、略称: PO）

2001年1月結成（政党登録は2002年3月）。2001年と2005年の選挙で支持を伸ばした。政治的スタンスは中道右派。
- 民主左翼連合（Sojusz Lewicy Demokratycznej、略称: SLD）

ポーランド共和国社会民主党（SdRP、旧ポーランド統一労働者党）を軸に、左派諸政党が結集して1991年7月に結成された同名の政党連合が、1999年4月に政党へと改編されて発足した中道左派政党。今回の選挙では、左派の労働連合（UP）やポーランド社会民主主義（SDPL）、中道の民主党（PD）と政党連合「左翼と民主主義」（Lewica i Demokraci、略称：LiD）を結成した。
- ポーランド農民党（Polskie Stronnictwo Ludowe、略称: PSL）

自由選挙となった1991年の選挙以降、名称や組織形態を全く変更しないで選挙で議席を得ている唯一の政党。農村を支持基盤に、新農村主義とカトリックに依拠した中道政党である。国家の経済への一定の介入を容認する社会的経済を主張し、社会的生存権を重視している。地方分権とEU統合も重視。

### 少数民族政党
- ドイツ少数民族 （Mniejszość Niemiecka、略称：MN）

ポーランド国内に居住するドイツ系民族の政党。ドイツ系住民の政治的・法的地位確立を主張している。少数民族系政党として認識されているため、議席阻止線である5％条項は適用されない。前回2005年は2議席を獲得。

## 選挙結果
選挙の結果は以下の通り。
- 投票日：2007年10月21日
- 登録有権者数：30,615,471名
- 投票率：53.88％
- 投票総数
  - セイム：16,477,734票
  - セナト：16,475,672票
- 有効投票総数
  - セイム：16,142,202票
  - セナト：16,190,804票

| 党派（政党連合）               | 党派（政党連合）           | 党派（政党連合）           | 得票数    | 得票率   | 議席数 | 議席率 |  |
|                                | 市民プラットフォーム（PO） | 市民プラットフォーム（PO） | 6,701,010 | 41.51    | 209    | 45.43  |  |
|                                | 法と正義（PiS）            | 法と正義（PiS）            | 5,183,477 | 32.11    | 166    | 36.09  |  |
|                                | 左翼と 民主主義 （LiD）    | 民主左翼連合（SLD）        | 2,122,981 | 13.15    | 53     | 11.52  |  |
| 民主党（PD）                   | 左翼と 民主主義 （LiD）    |                            | 2,122,981 | 13.15    | 53     | 11.52  |  |
| ポーランド社会民主主義（SDPL） | 左翼と 民主主義 （LiD）    |                            | 2,122,981 | 13.15    | 53     | 11.52  |  |
| 労働連合（UP）                 | 左翼と 民主主義 （LiD）    |                            | 2,122,981 | 13.15    | 53     | 11.52  |  |
|                                | ポーランド農民党（PSL）    | ポーランド農民党（PSL）    | 1,437,638 | 8.91     | 31     | 6.74   |  |
|                                | ドイツ少数民族 MN          | ドイツ少数民族 MN          | 32,462    | 0.20     | 1      | 0.22   |  |
| 議席合計                       | 議席合計                   | 議席合計                   | 議席合計  | 議席合計 | 460    | 100.00 |  |

| 党派 | 党派                       | 議席数 | 議席率 |  |
|      | 市民プラットフォーム（PO） | 60     | 60.00  |  |
|      | 法と正義（PiS）            | 39     | 39.00  |  |
|      | 無所属                     | 1      | 1.00   |  |
| 合計 | 合計                       | 100    | 100.00 |  |

与党第1党のPiSは、結党以来最高の166議席を確保したが、中道右派政党のPOが200議席以上をセイムにおいて確保し、POとPSLによる連立政権が発足したため、PiSは下野した。そのため、大統領と議会でコアビタシオン状態が生ずる結果となった。SamoobronaとLRPは、汚職事件などに対する反発や党内対立で支持率が低下し、議席確保に必要な得票率5％を確保できず、セナトと共に全議席を失った（Samoobrona：1.53％、LPR：1.30％）。SLDやUP、PD、SDPLなどの中道左派勢力が結集した政党連合LiDは、セイムで53議席に得るに留まり、セナトでは1議席も確保できなかった。